# Barosa
Barosa est une freguesia portugaise située dans le District de Leiria.
Avec une superficie de 12,55 km2 et une population de 1 846 habitants (2001), la paroisse possède une densité de 147,1 hab/km2.